# Macromitrium schiffneri
Macromitrium schiffneri är en bladmossart som beskrevs av Brotherus 1924. Macromitrium schiffneri ingår i släktet Macromitrium och familjen Orthotrichaceae. Inga underarter finns listade i Catalogue of Life.